# 붓꼬리파스코갈레
붓꼬리파스코갈레(Phascogale tapoatafa)는 주머니고양이과에 속하는 쥐 크기의 육식성 유대류의 일종이다. 나무 위에서 생활하며, 꼬리 끝단의 검은색을 띠는 부드러운 붓꼬리 털이 특징적이다. 수컷은 생식 이후에 죽기 때문에 수명을 다해 살지 못한다. 오스트레일리아 현지에서는 "투안"(tuan)으로 불리며, 검은꼬리파스코갈레로도 알려져 있다.

## 특징
붓꼬리파스코갈레는 검은색을 띤다. 꼬리는 아랫쪽 절반에 길고 검은 털로 덮여 있으며, 수직으로 세울 수 있어서 일종의 쇠뜨기처럼 보일 수도 있다. 몸길이는 16cm와 27cm 사이이고 꼬리 길이는 16~24cm이다. 수컷 몸무게는 최대 310g에 이르며, 보통 210g 이하인 암컷보다 무겁다.

## 생식
번식은 암컷에게 발정기가 오는 6월부터 8월 사이에 이루어진다. 모든 수컷 붓꼬리파스코갈레는 일반적으로 한 차례의 격한 짯짓기를 하는 데 에너지를 다 쓰고, 이 때문에 발생한 스트레스성 질병으로 수명이 채 한 살이 되기 전에 죽는다. 그러나 포획된 일부 수컷은 3살까지도 살며, 한 살 이후에는 생식 능력을 잃어 버린다. 암컷은 나무 구멍 속에 둥지를 만들며, 7~8마리의 새끼를 낳고 약 5개월 동안 둥지에서 머문다.

## 분류
붓꼬리파스코갈레는 1793년 메이어(F. Meyer)가 처음 기술했고, 1800년 쇼(George Shaw)가 설명을 개정하여 출판했다. 한때는 주머니쥐속에 속하는 주머니쥐로 간주했으나 1844년 말에 테민크(Coenraad Jacob Temminck)가 파스코갈레속으로 분류했다. 근연종은 붉은꼬리파스코갈레(P. calura)이다. 학명 "타포아타파"(tapoatafa)는 오스트레일리아의 현지어에서 유래했다.

### 아종
2종의 아종이 알려져 있다.
- Phascogale tapoatafa tapoatafa - 오스트레일리아 남부에서 발견
- Phascogale tapoatafa pirata - 오스트레일리아 남부에서 발견

## 분포 및 서식지
붓꼬리파스코갈레는 널리 분포하지만 테즈메이니아 주를 제외한 오스트레일리아 모든 주에 파편적으로 분포한다. 서식지 파괴와 붉은여우, 야생고양이 등에 의한 포식의 결과로 이전 분포 지역의 거의 절반이 사라진 것으로 추정하고 있다. 심한 멸종취약종으로 간주되며, 지역적으로는 일부가 절멸 상태이다.
1995년 멸종위렵종 보존 조례 부속 명세서 2(TSC 법 뉴사우스웨일스 주)에 멸종취약종으로 지정되었다. 그러나 국제 자연 보전 연맹(IUCN)의 IUCN 적색 목록은 단지 취약근접종(NT, near threatened species)으로 분류하고 있으며, EPBC 조례 적용 대상은 아니다.

## 먹이
이 종은 야행성 동물이고, 나무 위에서 생활하며 먹이를 구한다. 작은 포유류와 새, 도마뱀 그리고 곤충 특히 거미를 먹는다. 꽃나무의 화밀을 마시기도 한다.